# Lawrence Block
Lawrence Block, född 24 juni 1938 i Buffalo i New York, är en amerikansk författare. Han är mest känd för sina kriminalromaner om gentlemannatjuven Bernie Rhodenbarr och den, numera före detta, alkoholiserade privatdetektiven Matthew Scudder, men har sedan debuten i slutet av 1950-talet skrivit mer än 50 romaner och använt sig av flera olika pseudonymer. De flesta av Blocks böcker utspelar sig i hans hemstad, New York.
Scudder-romanen Eight Million Ways to Die filmatiserades 1988. B. Wahlströms bokförlag har givit ut tre av Blocks böcker på svenska.